# Dhulbahante (reer darawiish)
O Dhulbahante (ou reer darawiish) (somali: Reer daraawiish) é um dos principais clãs somalis, compreendendo cerca de maioria da população da Ayn, central de Sanaag e Sool.

## Strukturera
- - Reer darawiish
    - Bah Nugaal
      - Hayaag
      - Qayaad
      - Yahya
      - Hinjiile & Turyar & Reer Yonis
      - Khalid Habarwaa
      - Ugaasyo
        - Maxamud Ugaas
        - Xassan Ugaas
        - Xamud Ugaas

      - Bah Jubaland (Xusseen Ugaas)
      - Muuseyaal (Ebirar, Barre, Abokor iwm.)

    - Farax Garaad
      -         - Barkhad,
        - Baharsame, Yasin Garaad, Ali Garaad
        - Bah Ali Gheri
          - Ali Gheri
            - Reer Warfa, Reer Shawaa

          - Caraale Mahad
          - Odala Geshiishe
            - Samakab, Cigaal Naleeye, Reer Warfa, Xassan

        - Mataanaha Ararsame
          -             - Reer Hagar, Wacays Adan

    - Maxamuud Garaad
      - Jama Siad
        - Reer Kheyre

      - Galool Oriye
        - Omar Wacays
        - Moxamoud "jilib gaboobe"
        - Nur Axmed,
        - Wacays Abdallah

      - Naleeye Axmed
        - Rikhaaye, Bahina Arale, Bah-idris,
        - Aadan Naleeye